# Marinemuseum Den Helder

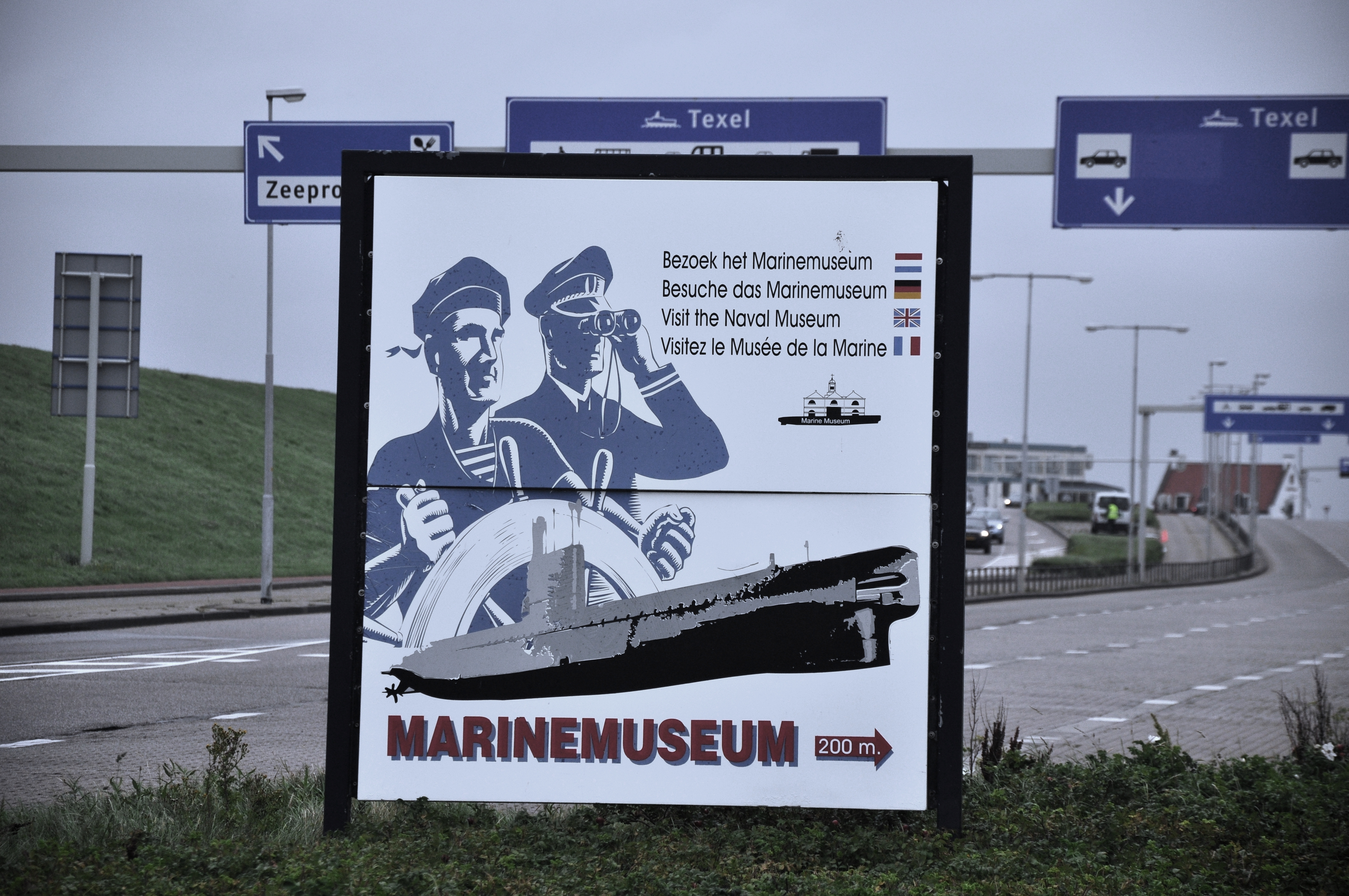
Das Marinemuseum liegt nahe der Verladestation zur Fähre nach Texel

Das Marinemuseum in der niederländischen Stadt Den Helder wird von der niederländischen Marine (Koninklijke Marine) betrieben. Es ist Teil des Museumshafens Willemsoord. Die Dauerausstellung behandelt die Geschichte der niederländischen Marine.

## Ausstellung

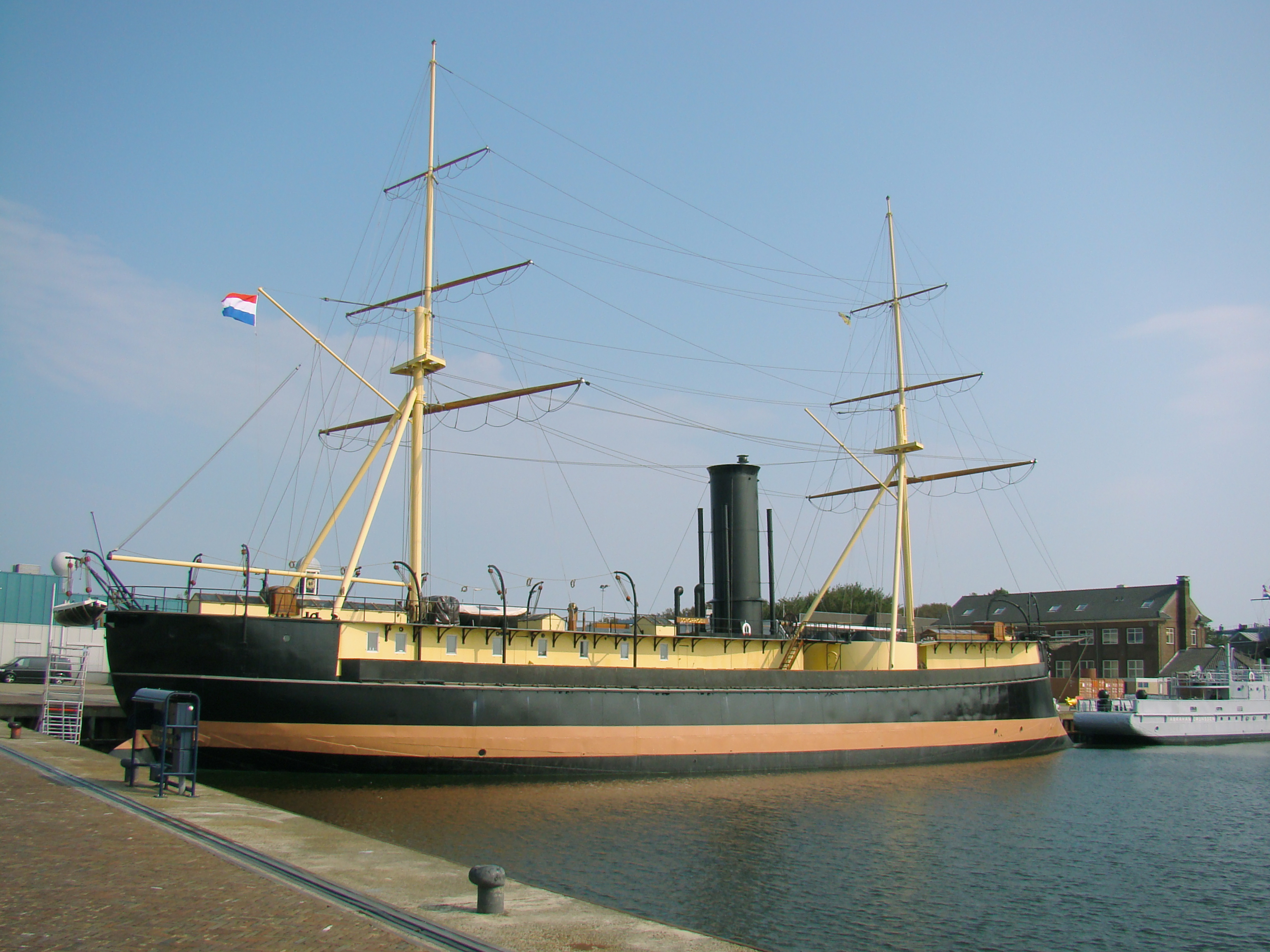
Rammschiff Schorpioen in Den Helder

- Rammschiff Schorpioen (Baujahr 1868). Das Rammschiff Schorpioen diente von 1868 bis 1906 der Küstensicherung der Niederlande und wurde danach als Wohnschiff verwendet.
- Minensuchboot Abraham Crijnssen (Baujahr 1936). Die Abraham Crijnssen konnte 1942 vor den Japanern aus der Java-See nach Australien entweichen, indem sie als kleine Dschungelinsel getarnt wurde.
- Unterseeboot Tonijn (Potvis-Klasse) (Baujahr 1966). Das Unterseeboot Tonijn fuhr von 1966 bis 1991 mit 67 Mann Besatzung.
- Brücke der Fregatte De Ruyter (Baujahr 1976)

Die Schiffe sind für Besucher zugänglich.